# Айно Первік
Айно Первік (ест. Aino Pervik), в шлюбі Рауд (ест. Aino Raud; 22 квітня 1932, Раквере, Естонія — 12 серпня 2025) — естонська письменниця, поетеса і перекладачка.

## Біографія
Народилася в сім'ї фельдшера. Закінчила Таллінський університет за спеціальністю вчителя. З 1950 по 1955 навчалася на факультеті історії Тартуського університету, де займалася фіно-угорськими дослідженнями. З 1955 по 1960 роки працювала в Естонському державному видавництві редакторкою дитячої та молодіжної літератури. З 1960 по 1970 працювала редакторкою дитячих та юнацьких програм на естонському телебаченні. З 1974 року є членом Спілки Письменників Естонії.
Була одружена з естонським письменником Ено Раудом. У неї троє дітей (Рейн, Пірет і Мікхель) і 5 внуків.

## Книги
- Баба-Мора
- Паула
- Баба-Мора і капітан Трумм
- Паула. Випускний в дитячому садку
- Арабелла — дочка пірата

## Екранізації
- Шановний Місяць![6][7]